# Olympische Jugend-Sommerspiele 2014/Teilnehmer (Nepal)
| Gelbes Symbol für Goldmedaillen mit stilisierten Olympischen Ringen | Graues Symbol für Silbermedaillen mit stilisierten Olympischen Ringen | Braundes Symbol für Bronzemedaillen mit stilisierten Olympischen Ringen |
| ------------------------------------------------------------------- | --------------------------------------------------------------------- | ----------------------------------------------------------------------- |
| —                                                                   | —                                                                     | —                                                                       |

Die Jugend-Olympiamannschaft aus Nepal für die II. Olympischen Jugend-Sommerspiele vom 16. bis 28. August 2014 in Nanjing (Volksrepublik China) bestand aus zwei Athleten.

## Athleten nach Sportarten

### Badminton
Jungen
- Dipesh Dhami
Einzel: 25. Platz
Mixed: 17. Platz (mit Busanan Ongbumrungpan  Thailand)

### Leichtathletik
Mädchen
- Sangita Khadka
3000 m: 19. Platz
8 × 100 m Mixed: 54. Platz